# Янгоры (станция)
Янгоры — железнодорожная станция ведомственной Заонежской железной дороги, конечный и крайний западный пункт линии. Названа по посёлку Янгоры, обслуживающему исправительно-трудовую колонию.

## История
К началу 1980-х годов в тридцати километрах от нынешней станции Янгоры появилась исправительно-трудовая колония. Для её обслуживания планировалось строительство крупного жилого посёлка (в трёх километрах к западу от станции), получившего название Янгоры в память об одноимённой деревне, размеры которого, несмотря на обустроенность инфраструктурой, не достигли проектного уровня. Для обслуживания колонии к 1989 году была продлена железная дорога от Скарлахты. От станции были построены две грунтовые автодороги-вахтовки.

## Описание станции
Станция является конечной на всём главном ходу Заонежской железной дороги. Путевое развитие состоит из трёх путей. На первом пути (к которому примыкает здание ДС) находится низкая посадочная платформа, к которой прибывает грузопассажирский поезд из Иксы. На путях станции периодически отстаиваются грузовые вагоны.

## Деятельность
Станция является грузо-пассажирской. По станции производится разгрузка грузовых составов, привозящих оборудование для исправительной колонии и товары первой необходимости для жителей посёлка Янгоры.
Пассажирского сообщения нет. 